# Campioni italiani assoluti di atletica leggera - Staffetta svedese femminile
Questa pagina raccoglie un elenco di tutte le campionesse italiane dell'atletica leggera nella staffetta svedese, introdotta nel programma dei campionati italiani assoluti di atletica leggera femminili a partire dal 1993 e rimasta solo fino al 1995. Le distanze della staffetta erano, nell'ordine, 100, 200, 300 e 400 metri.

## Albo d'oro
| Anno | Società (atlete)                                                                | Prestazione |
| ---- | ------------------------------------------------------------------------------- | ----------- |
| 1993 | Ginnastica Comense Annalisa Crippa Elisa Moretti Francesca Cola Virna De Angeli | 2'11"31     |
| 1994 | Ginnastica Comense Annalisa Crippa Francesca Cola Elisa Moretti Virna De Angeli | 2'12"20     |
| 1995 | Ginnastica Comense Annalisa Crippa Elisa Moretti Francesca Cola Virna De Angeli | 2'07"56     |